# Jardiner maculat occidental
El jardiner maculat occidental (Chlamydera guttata) és un ocell de la família dels ptilonorrínquids (Ptilonorhynchidae).

## Hàbitat i distribució
Habita els boscos, sabana i turons rocosos de l'oest i centre d'Austràlia des dels districtes del sud-oest del Territori del Nord i nord-oest d'Austràlia Meridional, cap a l'oest fins al centre d'Austràlia Occidental.